# Christian Geyer (Theologe)
Ludwig Karl Christian Geyer (* 1. Oktober 1862 in Manau; † 23. Dezember 1929 in Nürnberg) war ein deutscher evangelischer Theologe. Er gilt als wichtiger Vertreter des liberalen Protestantismus.

## Leben und Wirken
Christian Geyer kam als drittes Kind des evangelischen Pfarrers Karl Ludwig Geyer und seiner Frau Johanna Ida, geb. Nacke, zur Welt und verbrachte die ersten Lebensjahre in Manau. Im Alter von sieben Jahren zog seine Familie ins mittelfränkische Dachsbach. Das Gymnasium besuchte Geyer 1874 bis 1876 in Windsbach, anschließend in Ansbach, wo er 1880 das Abitur ablegte. Im Anschluss studierte er evangelische Theologie in Erlangen und Leipzig. In Erlangen trat er zum Wintersemester 1880/81 der Christlichen Studentenverbindung Uttenruthia im Schwarzburgbund bei. Seine wichtigsten akademischen Lehrer waren Franz Hermann Reinhold Frank, Theodor Kolde, Albert Hauck und Karl Hegel. Nach dem Studium absolvierte Geyer den Militärdienst als Einjährig-Freiwilliger beim Infanterie-Leibregiment in München und trat 1885 ins Münchner Predigerseminar ein.
Im Herbst 1886 wurde Geyer Vikar bei seinem Vater in Röckingen, 1887 wechselte er als Vikar nach Nördlingen. Nach bestandener Anstellungsprüfung heiratete Geyer noch 1887 Anna Eleonore Johanna Fritz (1864–1928) und trat seine erste Pfarrstelle in Altdorf an. Im Herbst 1889 kehrte er nach Nördlingen zurück, wo er sich im Laufe der Jahre von der dritten auf die erste Pfarrstelle hocharbeiten konnte. Im Jahr 1895 ging Geyer als Präfekt an die neu eingerichtete Lehrerbildungsanstalt in Bayreuth. Dort vollendete er seine Dissertation über die Nördlinger Kirchenordnungen des 16. Jahrhunderts, mit der er an der Universität Erlangen in den Fächern Geschichte, Pädagogik und Geschichte der Philosophie promoviert wurde. Im Jahr 1902 wurde Geyer als Abgeordneter des Dekanatsbezirks Bayreuth zur Generalsynode nach Ansbach entsandt, wo er in einer Predigt derart beeindruckte, dass er noch im selben Jahr als Hauptprediger nach Nürnberg berufen wurde. Die Stelle als Hauptprediger von St. Sebald bekleidete Geyer bis zu seinem Tod.
Geyer wirkte in erster Linie als Prediger, dem es durch seinen modernen, die geistigen Strömungen der Zeit aufnehmenden Stil gelang, das liberale Nürnberger Bürgertum anzusprechen. Gemeinsam mit Friedrich Rittelmeyer, seit 1902 Prediger an der Heilig-Geist-Kirche, prägte er einen liberalen Protestantismus, der auch als „Nürnberger Richtung“ eines freien Protestantismus bezeichnet wird. Beide Prediger wirkten durch Vorträge und Publikationen weit über die Nürnberger Stadtgrenzen hinaus. Seit ihrem gemeinsamen Buch Gott und die Seelen. Ein Jahrgang Predigten, das im Jahr 1906 veröffentlicht wurde, gerieten beide in Konflikt mit der konservativen, durch das Neuluthertum geprägten Kirchenleitung. Die Auseinandersetzungen zogen sich bis zum Ersten Weltkrieg hin und führten unter anderem dazu, dass Geyer den 1904 übernommenen Vorsitz im Landesverein für Innere Mission in Bayern niederlegte. Auch die Gründung der liberalen Zeitschrift Christentum und Gegenwart durch Geyer und Rittelmeyer im Jahr 1910 muss vor dem Hintergrund der innerkirchlichen Konflikte gesehen werden.
Vermittelt durch Rittelmeyer befasste sich Geyer seit 1916 intensiv mit anthroposophischer Literatur und näherte sich in den folgenden Jahren der Lehre Rudolf Steiners an. Er hielt zahlreiche Vorträge über Anthroposophie in Deutschland und der Schweiz. Anders als Rittelmeyer schloss sich Geyer aber nicht der 1922 gegründeten Christengemeinschaft an, sondern kehrte zu seinen protestantischen Wurzeln zurück. In seinen letzten Lebensjahren näherte er sich der dialektischen Theologie Karl Barths an.
Geyer wurde 1914 die theologische Ehrendoktorwürde der Universität Jena verliehen, 1927 erhielt er den Titel eines Kirchenrats. In den 1960er Jahren wurde ein Altenheim der Stadtmission Nürnberg nach Geyer benannt.
Christian Geyer wurde auf dem Friedhof St. Johannis in Nürnberg bestattet.

## Schriften (Auswahl)
- Die Nördlinger evangelischen Kirchenordnungen des XVI. Jahrhunderts. Ein Beitrag zur Geschichte des protestantischen Kirchenwesens. Beck, München 1896.
- (mit Friedrich Rittelmeyer) Gott und die Seele. Ein Jahrgang Predigten. Kerler, Ulm 1906.
- Rudolf Steiner und die Religion. Kaiser, München 1921.
- Heiteres und Ernstes aus meinem Leben. Kaiser, München 1929 (Autobiographie).